# Andreu Bacallar
Andreu Bacallar (Càller, 1542/? - Sàsser, 1612) va ser bisbe de l'Alguer, entre 1578 i 1604, i bisbe de Sàsser, entre 1604 i 1612. Bacallar es va llicenciar en teologia i després, es va doctorar en Sacra Teologia a Roma.
El 1576 va ser nomenat canceller apostòlic reial, càrrec de nominació reial, que consistia en la mediació de conflictes entre el tribunal reial i l'eclesiàstic. El 1577, Andreu Bacallar va ocupar el càrrec de jutge d'apel·lacions i greuges designat per la Santa Seu. Aquests càrrecs els ocuparia fins que el 1578 va ser designat bisbe de l'Alguer, després de la mort de l'antic vacant, Antíoc Nin, i de la renúncia de Miquel Tomàs de Taixequet a ocupar el càrrec de la seu. Va ser un home amb coneixements profunds en cultura humanista i en llengües com la llatina, grega, hebrea o caldea.
Entre les seves obres destaquen la versió traduïda per ell, del grec al llatí, dels quatre llibres de De fide ortodoxa de Joan Damascè, com també algunes obres menors del mateix autor, juntament amb anotacions amb observacions sobre les versions que s'utilitzaven en aquell moment d'aquelles obres.
Ocuparia el càrrec de bisbe de l'Alguer durant 26 anys, fins que va ser ascendit a l'arxiepiscopal de Sàsser quan ja tenia seixanta anys. El 25 de novembre de 1604 va prendre possessió del càrrec en l'arxidiòcesi. Va ser el 23 de novembre de 1612 quan va finar quan tenia setanta anys.